# Babylon (Tjeckien)
Babylon är en ort i Tjeckien. Den ligger i regionen Plzeň, i den västra delen av landet, 140 km sydväst om huvudstaden Prag. Babylon ligger 473 meter över havet och antalet invånare är 275.
Terrängen runt Babylon är kuperad åt sydväst, men åt nordost är den platt. Runt Babylon är det ganska glesbefolkat, med 47 invånare per kvadratkilometer. Närmaste större samhälle är Domažlice, 6,7 km nordost om Babylon. I omgivningarna runt Babylon växer i huvudsak blandskog.